# Radu Duda
JKV princ Radu Rumunský Duda (rumunsky: Radu al României Duda), rodným jménem Radu Duda, se narodil 7. června 1960 v Iași, Rumunsko. Je zetěm rumunského ex-krále Michala I. Princ Radu je, mj. anglicky a rumunsky píšícím autorem, hercem a politikem.

## Život
Dne 21. září 1996 se Radu oženil s dědičnou princeznou rumunskou Markétou (nar. 1949), a stal se tak ústřední postavou rodu rumunské královské rodiny. Dne 1. ledna 1999 mu byl udělen titul prince z Hohenzollern-Veringenu knížetem Fridrichem Vilémem z Hohenzollernu, hlavou dynastie Hohenzollern-Sigmaringen, a jeho jméno bylo oficiálně změněno na Radu Hohenzollern-Veringen Duda. Dne 30. prosince 2007 mu ex-král Michal I. udělil titul JKV Radu, princ Rumunský (Alteța Sa Regală Radu, Prinț al României) a oficiálně obdržel i novou změnu civilního stavu na Radu al României Duda. Po smrti krále se stal JKV princ-manžel Rumunský (Alteța Sa Regală Principele Consort al României).
Tyto predikáty a tituly jsou výsledkem nového Základního zákona rumunské královské rodiny přijatých v prosinci 2007 ex-králem Michalem I. kvůli zajištění následnictví v královské rodině. Seule son identita má legální existenci.

## Politické role
Princ Radu se angažuje v politice Rumunska. V září 2002, byl pověřen reprezentací jako speciální vyslanec rumunské vlády pro integraci, spolupráci a trvalý rozvoj pod mandátem premiéra Adriana Năstasea. Princ Radu má doktorát z Národní vojenské akademie v Bukurešti a od roku 2005 je plukovníkem rumunské armády.

 
Dne 9. dubna 2009, byl první, kdo oficiálně zveřejnil svou kandidaturu do rumunských prezidentských voleb, které se konaly v listopadu 2009. Ve svém projevu prohlásil, že: 
[jeho] kandidatura není počátkem restaurace monarchie. V demokratické zemi změna formy vlády nepřísluší hlavě státu. Nárok na takové rozhodnutí náleží výhradně celému národu.

Dne 4. září 2009 odstoupil z kandidatury do prezidentských voleb a poukázal na uchvácení státu skrze volební proces a také na tajnou dohodu mezi levicí a vládou Traiana Băsescua: Prezidentská kampaň již není volební soupeření, nýbrž boj mezi „klikami“.

## Ostatní činnost
Radu al României Duda je autorem několika knih na téma rumunské královské rodiny:
- (rumunsky) (anglicky) Radu, Prinz von Hohenzollern-Veringen, Elena, Portretul unei Regine / Helen, Portrait of a Queen, Rao, 2007, ISBN 9789731034751
- (anglicky) Radu, Prinz von Hohenzollern-Veringen et Arturo Beéche, King Michael of Romania, Eurohistory et Rosvall Royal Books, 2001. ISBN 9197397830
- (rumunsky) Crown Princess Margarita of Romania et Prince Radu of Romania, Nunta de Diamant, Rao, 2008, ISBN 978-973-103-708-0

## Filmografie
Radu Duda hrál v několika filmech:
- (francouzsky) Kapitán Conan od Bertranda Taverniera, kde ztvárnil roli inspektora Stefanesca (1996)
- (francouzsky) Laissez-passer Bertranda Taverniera, kde představovala postavu Andrejeva (2002)
- (rumunsky) Ciôcarla (2002)